# Otto Wilhelm von Renz
Otto Wilhelm von Renz (* 3. November 1891 in Stettin; † 16. Januar 1968 in Bad Neuenahr) war ein deutscher General der Flakartillerie der Luftwaffe im Zweiten Weltkrieg.

## Leben

### Herkunft
Otto war ein Sohn des preußischen Oberst Wilhelm von Renz (* 1850) und dessen Ehefrau Auguste, geborene Freiin Marschall von Bieberstein (* 1859). Der preußische Generalmajor Heinrich von Renz (1814–1879) war sein Großvater.

### Militärkarriere
Renz trat am 8. Juli 1911 als Fahnenjunker in das Feldartillerie-Regiment „Großherzog“ (1. Badisches) Nr. 14 der Preußischen Armee ein und avancierte bis Mitte November 1912 zum Leutnant. Nach Ausbruch des Ersten Weltkrieges fungierte Renz bis Anfang Februar 1916 als Abteilungsadjutant, war anschließend Führer des Ballonabwehr-Kanonenzuges 104 bei der 56. Infanterie-Division und wurde Ende März 1916 zum Oberleutnant befördert. Zum 27. August 1916 wurde Renz von der Front abgezogen und war über das Kriegsende hinaus, bis Ende September 1919, Assistent bei der Artillerieprüfungskommission sowie ballistischer Referent bei der Inspektion für Waffen und Geräte. Für sein Wirken während des Krieges hatte er beide Klassen des Eisernen Kreuzes sowie das Ritterkreuz II. Klasse des Ordens vom Zähringer Löwen mit Schwertern erhalten.
Am 1. Oktober 1919 wurde Renz in das Reichswehr-Artillerie-Regiment 13 versetzt, blieb aber in das Reichswehrministerium abkommandiert. Vom 1. Oktober 1920 bis 30. September 1921 folgte seine Verwendung im Stab der 5. Division. Hier war er unter Belassung seines Kommandos im Stab der 5. Division in die 1. (Preußische) Fahr-Abteilung versetzt worden. Im Anschluss an diese Tätigkeit war Renz, seit Oktober 1922 Hauptmann, bis Mitte November 1924 erneut Referent bei der Inspektion für Waffen und Geräte im Reichswehrministerium. Zum 16. November 1924 wurde Renz in den Stab der I. Abteilung des 5. Artillerie-Regiments versetzt, von wo aus er am 1. Februar 1926 zum Batteriechef ernannt wurde. Diese Position füllte er bis März 1929 aus. Anschließend kehrte er im April 1929 in das Reichswehrministerium zurück und war dort bis Juni 1934 Referent für leichte Artillerie im Heereswaffenamt. Von Juli 1934 bis September 1934 diente er dann im Stab der 3. (Preußische) Fahr-Abteilung. Am 1. Oktober 1934 wurde Renz zum Kommandeur der Fahr-Abteilung Döberitz ernannt, die am 1. April 1935 der Luftwaffe unterstellt wurde. Aus diesem Grunde wechselte Renz am selben diesem Tag zu dieser über und verblieb auf diesem Kommandoposten bis Ende September 1935.
Im Anschluss hieran wurde er im Oktober 1935 Kommandeur der I. Abteilung des Flak-Regiments 22, wo er bis September 1936 verblieb. Am 1. Oktober 1936 wurde Renz zum Chef der Abteilung Ballistik und Munition im Heereswaffenamt ernannt, dessen Funktion er bis Ende August 1938 innehielt. Sodann wurde er am 1. September 1938 mit der Führung des Luftverteidigungskommando Hamburg beauftragt, wechselte jedoch nur wenige Wochen später, am 24. September 1938, zum Flak-Regiment 24 über, wo er bis Mitte November 1938 mit deren Führung betraut war. Am 15. November 1938 wurde Renz dann Kommandeur des Flak-Regiments 33, die ab dem 26. August 1939 auch als „Flak-Gruppe Halle-Leuna“ bezeichnet wurde. Ende Oktober 1939 gab er dann das Kommando des Regiments ab und wurde Kommandeur des Luftverteidigungskommandos 4 in Düsseldorf, dessen Geschicke er bis zum 1. März 1941 führte. Anschließend übernahm er das Kommando über das Luftverteidigungskommando 9 in Hamburg und stieg am 1. August 1941 zum Generalleutnant auf.
Zum 25. Juni 1942 wechselte Renz in den Bereich des Generalluftzeugmeisters über, wo er im Reichsluftfahrtministerium (RLM) die Funktion des Chefs der Amtsgruppe Flakentwicklung innehatte und am 16. Juli 1942 mit dem Deutschen Kreuz in Gold ausgezeichnet wurde. Am 1. Februar 1943 folgte seine Beförderung zum General der Flakartillerie. Von Juli bis Mitte August 1944 fungierte er als Kommandierender General im Aufstellungsstab des IV. Flak-Korps und trat danach in die Führerreserve des OKL über. Am 15. November 1944 übernahm er als Kommandierender General die Führung des V. Flak-Korps. Dieses kämpfte unter seinem Kommando zunächst bei der Schlacht um Budapest und zog sich dann allmählich über die Slowakei in den Raum Wien zurück. Am 7. Mai 1945 gerieten Teile des Korpsstabes, darunter Renz bei Admont in US-amerikanische Kriegsgefangenschaft, aus der er am 16. Juni 1947 wieder entlassen wurde.